# Joseph Tawadros

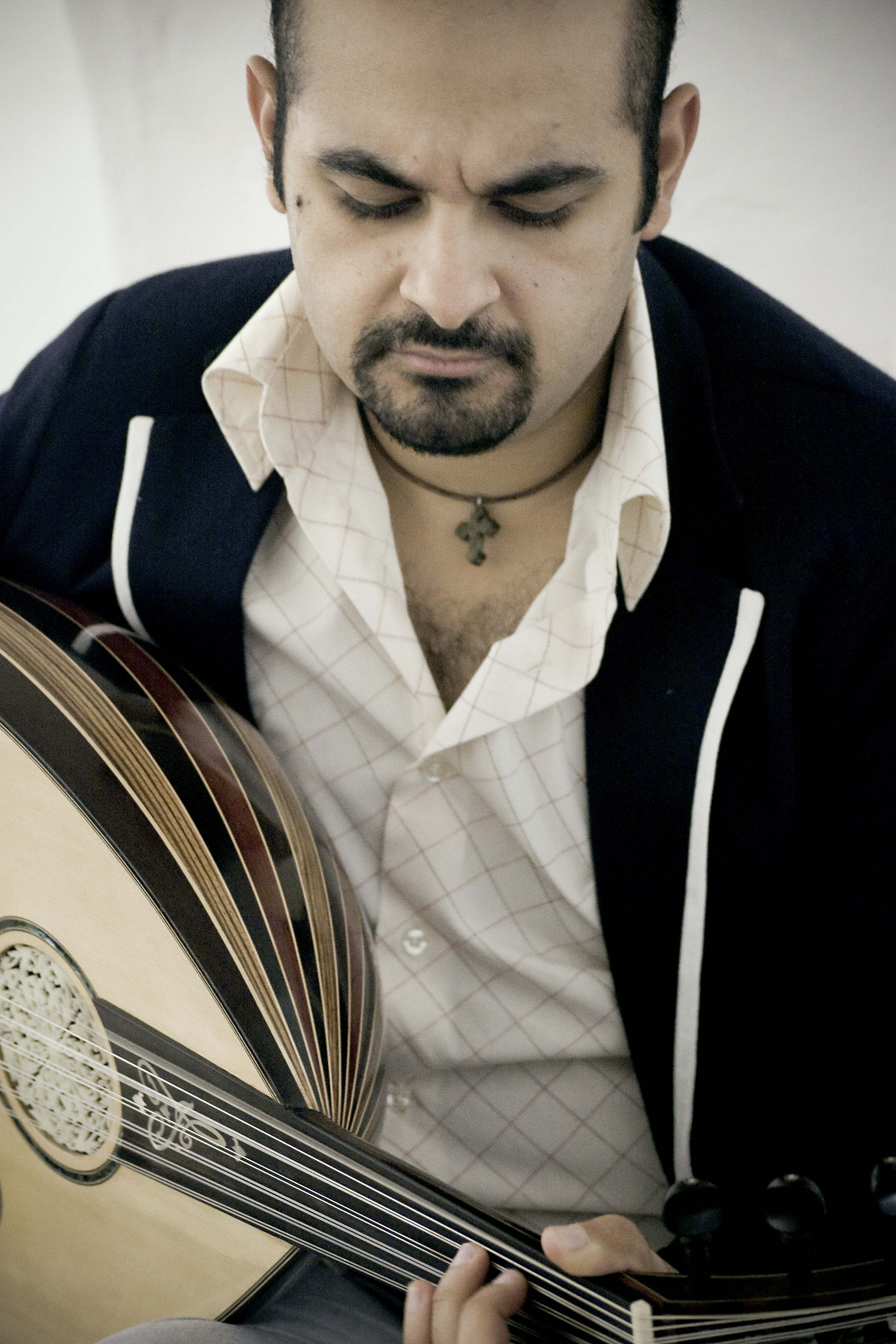
Joseph Tawadros, 2011

Joseph Tawadros AM (* 1983 in Kairo, Ägypten) ist ein ägyptisch-australischer Musiker und Komponist. Er spielt die orientalische Kurzhalslaute, Oud genannt.

## Leben
Tawadros ist der Neffe des ägyptischen Trompeters Yacoub Mansi und der Enkel des Oudspielers und Komponist Mansi Habib. Als er drei Jahre alt war, wanderte seine Familie von Ägypten nach Australien aus.
Er wurde in der westlichen klassischen Tradition ausgebildet und hat einen Bachelor in Musik an der University of New South Wales erworben.
Der Stil von Tawadros wird als eklektisch beschrieben. Laut The Sydney Morning Herald hat er „die Oud aus dem traditionellen Umfeld des Mittleren Osten herausgeholt und sie in das Gebiet der klassischen Musik und des Jazz eingeführt“. Er hat mit Musikern wie John Abercrombie, Jack DeJohnette, Béla Fleck, Joey DeFrancesco, Jean-Louis Matinier oder dem Australian Chamber Orchestra gearbeitet. Auf seinem Album World Music spielt Joseph Tawadros 52 verschiedene Instrumente und sein Bruder James 11.
Tawadros hat den ARIA Award (Australian Recording Industry Award) für das beste Weltmusik-Album 2012, 2013 und 2014 gewonnen.
2016 wurde er zum Member des Order of Australia ernannt.

## Diskographie

### Alben
- 2004 – Storyteller (solo-Oud)
- 2005 – Rouhani (mit Bobby Singh)
- 2006 – Visions
- 2007 – Epiphany (mit Ben Rodgers)
- 2008 – Angel (mit Matt McMahon und Dimitri Vouras)
- 2009 – The Prophet: Music inspired by the poetry of Kahlil Gibran (solo)
- 2010 – The Hour of Separation (mit John Abercrombie (elektrische Gitarre), John Patitucci (E-Bass), Jack DeJohnette (Schlagzeug))
- 2011 – The Tawadros Trilogy: Dawn of Awakening – mit verschiedenen Musikern
- 2012 – Concerto of The Greater Sea (mit Richard Tognetti und dem Australian Chamber Orchestra, Matt McMahon, Christopher Moore)
- 2013 – Chameleons of the White Shadow (mit Béla Fleck, Richard Bona, Joey DeFrancesco, und Jean-Louis Matinier)
- 2014 – Permission to Evaporate (mit Christian McBride, Matt MacMahon und Mike Stern)
- 2015 – Truth Seekers Lovers and Warriors (mit James Crabb, James Greening, Matt McMahon und James Tawadros)
- 2016 – World Music (mit James Tawadros)
- 2017 – Live at Abbey Road (mit James Tawadros)
- 2018 – The Bluebird, the Mystic and the Fool

### Filmmusik
- I Remember 1948 (Dokumentarfilm)
- The Last Days of Yasser Arafat (Dokumentarfilm)
- Haneen (Kurzfilm)
- Checkpoint (Kurzfilm)